# Малая Кужмара
Малая Кужмара (мар. Кожвожмучаш) — деревня в Звениговском районе Республики Марий Эл. Входит в состав Кужмарского сельского поселения.

## География
Находится в южной части республики Марий Эл на расстоянии приблизительно 22 км по прямой на север-северо-восток от районного центра города Звенигово.

## История
Известна с 1858 года как марийская деревня с населением 69 человек. В 1926 году в деревне отмечалось 289 жителей и 51 хозяйство. В советское время работал колхоз «Красный кустарь».

## Население
Население составляло 164 человека (мари 96 %) в 2002 году, 161 в 2010.